# Avicii Arena
Avicii Arena comunemente nota anche come Globen (/ɡluben/) o Stockholm Globe Arena e conosciuta in passato come Ericsson Globe per motivi di sponsorizzazione, è un impianto polifunzionale di Stoccolma, in Svezia, situato nel sobborgo cittadino di Johanneshov.
Fa parte della Stockholm Globe City, un insieme di strutture che includono anche gli impianti polifunzionali Tele2 Arena, Hovet e Annexet. Rappresenta il Sole nel modello in scala del sistema solare più grande del mondo.

## Descrizione
La struttura ha rappresentato la più grande costruzione emisferica del mondo fino al 2023 (quando è stata superata dalla Sfera al The Venetian di Las Vegas): il suo diametro è di 110 metri ed ha un'altezza interna di 85 metri, per un volume totale di circa 605.000 metri cubi. I materiali utilizzati per la sua edificazione sono principalmente acciaio, cemento e vetro. Ha una capacità di 16 000 posti a sedere per spettacoli e concerti, e di 14 119 per le partite di hockey su ghiaccio o altri eventi sportivi.
Il 2 febbraio 2009 è stato stipulato un accordo decennale per i diritti di sponsorizzazione da parte della società di telecomunicazioni svedese Ericsson. Da quella data è divenuta ufficiale la denominazione Ericsson Globe, modificata poi nel 2021.
Nel febbraio 2010 sono stati invece ultimati i lavori per lo SkyView, ascensore formato da due cabine sferiche di vetro (del diametro di circa 4,5 metri) in grado di portare fino a 16 persone ad un'altezza di 130 metri circa, offrendo una visuale panoramica sulla città.
Per diverse stagioni è stato utilizzato per le partite in casa delle sezioni hockeystiche di Djurgården e AIK, che oggi disputano abitualmente le loro gare casalinghe presso l'adiacente Hovet ad eccezione dei derby. Sporadicamente ha ospitato match casalinghi anche dell'Hammarby IF (venti partite totali), dell'Huddinge IK (tre partite nel 1993), e dell'AC Camelen (una partita nel 1998). Nell'arena si svolgono tuttora le gare della nazionale svedese di hockey.
Il record di spettatori si è registrato il 17 giugno 1992, con 16.337 persone ad assistere al concerto di Bruce Springsteen.
Nel maggio 2021 la struttura è stata ribattezzata Avicii Arena in onore del noto DJ e produttore musicale morto nel 2018.

## Eventi principali
Il Globen ha ospitato concerti di artisti di fama internazionale, tra cui Frank Sinatra, Bruce Springsteen, Avicii, The Rolling Stones, Anastacia, Red Hot Chili Peppers, Luciano Pavarotti, U2, Pink Floyd, Carlos Santana, Ozzy Osbourne, R.E.M., Bob Dylan, The Who, Paul McCartney, Metallica, The Police, George Michael, Guns N' Roses, Spice Girls, Britney Spears, Iron Maiden, Aerosmith, Beyoncé, Roxette, Tina Turner, Elton John, Ellie Goulding, Lady Gaga e molti altri.
Altre manifestazioni svoltesi presso l'Avicii Arena:
| Evento                                       | Anno                   |
| -------------------------------------------- | ---------------------- |
| Campionati europei di pallavolo maschile     | 1989                   |
| Campionati mondiali di hockey su ghiaccio    | 1989, 1995, 2012, 2013 |
| Melodifestivalen                             | 1989, 2002-2012        |
| World Cup of Hockey                          | 1996, 2004             |
| Campionati mondiali di floorball             | 1996, 2006             |
| NHL Challenge Series                         | 2000, 2001, 2003       |
| Eurovision Song Contest                      | 2000, 2016             |
| MTV Europe Music Awards                      | 2000                   |
| Campionati europei di pallamano maschile     | 2002                   |
| Campionati europei di pallacanestro maschile | 2003                   |
| Britney Spears                               | 2000, 2004, 2009, 2011 |
| Monster Jam                                  | 2007                   |
| Idol                                         | 2007, 2008             |

L'Avicii Arena ha inoltre ospitato alcuni incontri ufficiali della lega americana di hockey NHL: all'inizio della stagione 2008-09 si sono qui affrontati in due occasioni Ottawa Senators e Pittsburgh Penguins, mentre un anno più tardi è stata la volta dei St. Louis Blues opposti ai Detroit Red Wings in altri due match. Per il regolare svolgimento degli incontri, la pista è stata adattata agli standard ufficiali NHL.